# Doua Moua
Doua Moua (* 7. Februar 1987) ist ein US-amerikanischer Schauspieler. Der in Minnesota aufgewachsene Moua verkörperte zunächst kleine Gastrollen, ehe er als Spider im Film Gran Torino gecastet wurde. Weiter hatte er eine Gastrolle in dem 2010 erschienenen Fil Die Legende von Aang. 2018 wurde bestätigt, dass Doua Moua den Soldaten Po in Disneys kommendem Abenteuerfilm Mulan verkörpern wird.

## Filmografie (Auswahl)
- 2008: Gran Torino
- 2010: Die Legende von Aang (The Last Airbender)
- 2017: Greencastle
- 2020: Mulan